# Логинов, Василий Андреевич
Василий Андреевич Логинов (1924—1999) — советский государственный и политический деятель, председатель Калининградского областного исполнительного комитета.

## Биография
Родился в 1924 году. Член ВКП(б) с 1945 года.
Участник Великой Отечественной войны. В 1942—1943 гг. — в действующей армии, ранен, на лечении в госпитале в Москве, демобилизован.
С 1943 года — на общественной и политической работе. В 1943—1987 гг. — секретарь Организационно-инструкторского отдела, 2-й секретарь Покровского районного комитета ВЛКСМ Чкаловской области, 1-й секретарь Черняховского районного комитета ВЛКСМ,
1-й секретарь Калининградского областного комитета ВЛКСМ, инструктор Отдела партийных, профсоюзных и комсомольских органов Калининградского областного комитета ВКП(б), 2-й, 1-й секретарь Черняховского городского комитета КПСС, 1-й заместитель председателя Исполнительного комитета Калининградского областного Совета, 2-й секретарь Калининградского областного комитета КПСС, председатель Исполнительного комитета Калининградского областного Совета.
Избирался депутатом Верховного Совета РСФСР 7-го, 8-го, 9-го, 10-го, 11-го созыва.
На пенсии с 1987 года. Умер в 1999 году в Калининграде.